# Yu-Gi-Oh! Forbidden Memories
Yu-Gi-Oh! Forbidden Memories (遊戯王真デュエルモンスターズ封印されし記憶, Yu-Gi-Oh! Shin Duel Monsters), est un jeu vidéo, sorti en 1999 au Japon et en 2002 aux États-Unis et en Europe sur PlayStation, édité par Konami inspiré de la franchise japonaise Yu-Gi-Oh!. Le jeu se déroule en Égypte antique.

## Synopsis
Atem, le pharaon et prince de l'Égypte antique, accompagné de son mentor Simon Muran, doit empêcher Heishin et son bras droit Seto, d'invoquer Nightmare. Pour cela, il défiera en duel différents personnages puis, pour récupérer les 7 objets du Millénium, défiera mages et archimages de différents temples (océan, forêt, montagne, désert, prairie). Ensuite, Atem défiera les gardiens Sebek et Néku, Heishin et Seto et enfin Nightmare. Yûgi Muto, dans le présent (futur d'Atem), en récupérant les 7 objets du millénium pendant le tournoi de KaibaCorp, aidera Atem à retourner en Égypte antique. Rex Raptor, Insector Aga, Maï Valentine, Bandit Keith, Shadi, Bakura, Pegasus, Isis et enfin, son rival, Seto Kaiba, seront les adversaires de Yûgi pendant le tournoi,.

## Système de jeu
Le joueur doit construire un deck en fonction de l'adversaire à battre. Les règles sont similaires à celles de jeu de cartes à jouer Yu-Gi-Oh!, mais en virtuel et avec des règles modifiées. Les équipements sont au nombre de 34, les magies au nombre de 32, les pièges, au nombre de 10 et les rituels, au nombre de 22.
Le mode « campagne » est l'histoire du jeu. Dans le mode « duel libre », tous les personnages, défiés en mode campagne, y sont présents. 39 en tout.

## Accueil
Au Japon, le jeu s'est vendu à 510 804 exemplaires. Aux États-Unis et en Europe, il s'est vendu à 2 millions d'exemplaires en date de 2004, pour un total de 2 510 804 d'exemplaires vendus dans le monde entier.
Le jeu est accueilli d'une manière mitigée sur Metacritic. Sur le site web français Jeuxvideo.com, le jeu reçoit une moyenne de 14/20.